# Canon Digital IXUS 30

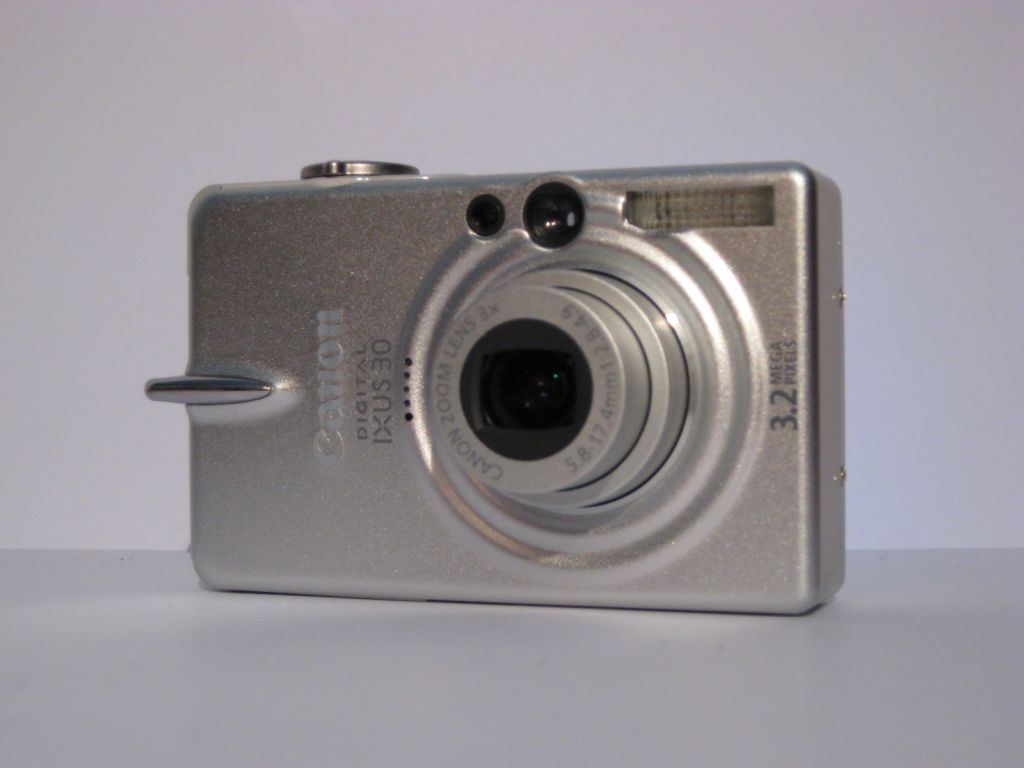
Canon Digital IXUS 30

Canon Digital IXUS 30 är en kompakt digitalkamera med tre megapixlar tillverkad av Canon. ISO-tal mellan 50 och 400. I samma serie ingår Canon Digital IXUS 40 och Canon Digital IXUS 50 med snarlika egenskaper, med största skillnad på upplösning.